# Balitora lancangjiangensis
Balitora lancangjiangensis är en fiskart som först beskrevs av Zheng, 1980.  Balitora lancangjiangensis ingår i släktet Balitora och familjen grönlingsfiskar. IUCN kategoriserar arten globalt som livskraftig. Inga underarter finns listade.